# Hucisko (powiat radomszczański)
Hucisko – wieś w Polsce położona w województwie łódzkim, w powiecie radomszczańskim, w gminie Gomunice.

## Historia
W latach 1975–1998 miejscowość należała administracyjnie do województwa piotrkowskiego, liczyła wówczas ok. 20 domów. Większość domów budowana była z kamienia wapiennego, wydobywanego prymitywnymi metodami w okolicy. 
W okresie powojennym w rejonie tym działały oddziały Konspiracyjnego Wojska Polskiego. Mimo wydania, w 1947 roku, przechowywanej broni i amunicji (ukrytej w wyrobiskach po wydobyciu kamienia wapiennego) do SB, członkowie organizacji zostali oskarżeni o jej dalsze przechowywanie, co zakwalifikowano jako działalność zbrodniczą. Wielu z nich zostało aresztowanych w lutym 1953 i skazanych wyrokiem Sądu Rejonowego w Łodzi na kary pozbawienia wolności od 8 do 12 lat, zapadł również jeden wyrok dożywocia.